# Alekszej Andrejevics Mirancsuk
Alekszej Andrejevics Mirancsuk (oroszul: Алексей Андреевич Миранчук; Szlavjanszk-na-Kubanyi, 1995. október 17.) orosz válogatott labdarúgó, az Atalanta játékosa.

## Pályafutása
2013. április 20-án 17 évesen debütált az orosz élvonalban a Lokomotyiv Moszkva színeiben a Kubany Krasznodar elleni 0–0-s mérkőzésen. Május 5-én megszerezte első gólját az Amkar Perm ellen. 2020 augusztusában az olasz Atalanta BC csapatához szerződött. 2022. augusztus 11-én kölcsönbe került a Torino csapatához.
2024. május 22-én a német Bayer Leverkusen ellen megnyerte csapatával az Európa-ligát.
2015. június 7-én a felnőtt orosz labdarúgó-válogatottban is bemutatkozott a fehérorosz labdarúgó-válogatott ellen, Jurij Zsirkov cseréjeként a 71. percben és megszerezte első gólját is.

## Sikerei, díjai
- Lokomotyiv Moszkva
  - Orosz bajnok: 2017–18
  - Orosz kupa: 2014–15, 2016–17, 2018–19
  - Orosz szuperkupa: 2019

- Atalanta
  - Európa-liga: 2023–24